# Нижняя Козинка
Нижняя Козинка — хутор Азовского района Ростовской области.
Входит в состав Александровского сельского поселения.

## География
Хутор находится на правом берегу реки Мокрая Чубурка. Расположен в 60 км (по дорогам) юго-западнее районного центра — города Азова. Рядом проходит граница с Краснодарским краем.
На хуторе имеется одна улица: Мира.

## Население
| 1989 | 2002 | 2010 |
| ---- | ---- | ---- |
| 135  | ↘117 | ↘105 |